# Ronald Fuentes
Ronald Hugo Fuentes Núñez (Malloco, Región Metropolitana de Santiago, 22 de junio de 1969) es un exfutbolista y actual entrenador chileno. Actualmente está en Ñublense de la Primera División de Chile.

## Trayectoria

### Como futbolista
Hizo su enseñanza básica en la Escuela Brasil mientras que la Enseñanza Media la cursó en el Colegio Sagrado Corazón de Talagante. A los 10 años ingresó a las divisiones inferiores del club Malloco Atlético, ingresando en 1985 a Cobresal, donde destacó como defensa, tanto de líbero como defensa central.
Debutó en 1991 por el primer equipo cobresalino, donde estuvo hasta el año 1993, hasta que fue adquirido en 1994 por la Universidad de Chile, donde su carrera tuvo más éxito pues conquistó cuatro ligas chilenas, siendo parte fundamental de uno de  los equipos más sobresalientes  en la historia del club. Jugadores de la talla de Marcelo Salas, Leonardo Rodríguez, Cristian Traverso, Luis Musrri o Sergio Vargas, fueron parte de ese plantel estelar. 
Es considerado por algunos  periodistas y expertos, como uno de los mejores centrales del club en su historia, pero muchas veces se le juzgó más por sus errores, que por sus grandes aciertos, en el fondo de la cancha. 
Se retiró el año 2001, debido a una lesión en la rodilla que lo aquejó por años, y que no le permitía rendir a plenitud.

### Como entrenador
Tras el fin de su carrera como jugador, se tituló como director técnico de fútbol en el INAF, dirigiendo a divisiones menores de la «U» y debutando como entrenador del fútbol profesional el 2007 dirigiendo a Deportes Melipilla con quien tuvo una buena campaña el Torneo de Clausura 2007, sin embargo tuvo una paupérrima campaña el Torneo de Apertura 2008 llegando a quedar colista, esto causó su renuncia. Fue contratado casi inmediatamente para dirigir Iberia con quien, luego de conseguir el tricampeonato en 2012, 2013 y 2013/14 de Segunda División, llega a la Primera B con aspiraciones al título.
Posteriormente dirigió a la Universidad de Concepción, entre 2015 y 2016, consiguiendo buenos resultados como el tercer lugar en la tabla de posiciones del Torneo Apertura 2015. En enero de 2017, se alejó de la dirección técnica para asumir como gerente deportivo del Club Deportivo Universidad de Chile, cargo que ocupó hasta diciembre de 2018.
Retomando su carrera como entrenador, luego una temporada a cargo de Unión Española con buenos resultados, es contratado por Santiago Wanderers para hacerse cargo del equipo titular de cara al torneo de Primera División de Chile 2021, pero es despedido después de tener el peor comienzo de campeonato en la historia de Wanderers. Posteriormente es contratado para ser entrenador del club Rangers de Talca, pero no fue renovado para la temporada 2022.
Asumió la dirección técnica de Audax Italiano en diciembre de 2021, siendo cesado de su cargo en la fecha 7 del Campeonato Nacional 2022 por malos resultados. En noviembre de 2022 se oficializa el regreso de Fuentes a la Unión Española como DT para la temporada 2023. Tras el fin de la temporada 2023, no renueva su vínculo con el conjunto hispano.

## Selección nacional
Participó en 50 partidos por la selección chilena entre 1991 y 2000 marcando un gol. También participó en las clasificatorias y en la Copa Mundial de Fútbol de 1998. Fue el líbero de Chile durante la Copa Mundial de Fútbol de 1998 celebrada en Francia. Fue protagonista de una polémica acción en el partido debut de Chile en dicho mundial, contra Italia. Chile vencía por 2-1, cuando el árbitro del encuentro Lucien Bouchardeau cobra penal a favor de los italianos tras una mano casual de Fuentes en área chilena. Roberto Baggio convirtió el lanzamiento, decretando el 2-2 que acabó siendo el resultado final.

### Participaciones en Copas del Mundo
| Mundial              | Sede    | Resultado        |
| -------------------- | ------- | ---------------- |
| Copa Mundial de 1998 | Francia | Octavos de final |

### Participaciones en Clasificatorias a Copas del Mundo
| Eliminatorias                            | País                | Resultado      | Posición | Partidos |
| ---------------------------------------- | ------------------- | -------------- | -------- | -------- |
| Eliminatorias Francia 1998               | Francia             | Clasificado    | 4.º      | 9        |
| Eliminatorias Corea del Sur y Japón 2002 | Corea del Sur Japón | No clasificado | 10.º     | 5        |

### Participaciones en Copa América
| Copa              | Sede    | Resultado    |
| ----------------- | ------- | ------------ |
| Copa América 1991 | Chile   | Tercer lugar |
| Copa América 1995 | Uruguay | Primera fase |

## Clubes

### Como jugador
| Club                 | País  | Año       |
| -------------------- | ----- | --------- |
| Cobresal             | Chile | 1988-1993 |
| Universidad de Chile | Chile | 1994-2001 |

### Como entrenador
| Equipo                            | Div.                | Temporada           | Liga | Liga | Liga | Liga | Liga |    | Copa | Copa | Copa | Copa |   | Internacional | Internacional | Internacional | Internacional | Internacional |   | Otros | Otros | Otros | Otros |     | Totales     | Totales | Totales | Totales | Totales | Totales | Totales | Totales | Totales |
| Equipo                            | Div.                | Temporada           | PD   | G    | E    | P    | Pos. | PD | G    | E    | P    | PD   | G | E             | P             | Pos.          | PD            | G             | E | P     | PD    | G     | E     | P   | Rendimiento | GF      | GC      | Dif.    | Ptos.   |         |         |         |         |
| --------------------------------- | ------------------- | ------------------- | ---- | ---- | ---- | ---- | ---- | -- | ---- | ---- | ---- | ---- | - | ------------- | ------------- | ------------- | ------------- | ------------- | - | ----- | ----- | ----- | ----- | --- | ----------- | ------- | ------- | ------- | ------- | ------- | ------- | ------- | ------- |
| Deportes Melipilla · Chile        | 1.ª                 | 2007-C              | 20   | 7    | 6    | 7    | 9.º  | -  | -    | -    | -    | -    | - | -             | -             | -             | -             | -             | - | -     | 20    | 7     | 6     | 7   | 45%         | 32      | 34      | -2      | 27      |         |         |         |         |
| Deportes Melipilla · Chile        | 1.ª                 | 2008-A              | 12   | 1    | 1    | 10   | Inc. | -  | -    | -    | -    | -    | - | -             | -             | -             | -             | -             | - | -     | 12    | 1     | 1     | 10  | 11.11%      | 15      | 29      | -14     | 4       |         |         |         |         |
| Deportes Melipilla · Chile        | Total               | Total               | 32   | 8    | 7    | 17   | -    | -  | -    | -    | -    | -    | - | -             | -             | -             | -             | -             | - | -     | 32    | 8     | 7     | 17  | 32.29%      | 47      | 63      | -16     | 31      |         |         |         |         |
| Deportes Iberia · Chile           | 4.ª                 | 2008                | 33   | 13   | 7    | 13   | 4.º  | 2  | 0    | 1    | 1    | -    | - | -             | -             | -             | -             | -             | - | -     | 35    | 13    | 8     | 14  | 44.76%      | 39      | 21      | +18     | 47      |         |         |         |         |
| Deportes Iberia · Chile           | 4.ª                 | 2009                | 28   | 14   | 11   | 3    | 2.º  | 2  | 0    | 1    | 1    | -    | - | -             | -             | -             | -             | -             | - | -     | 30    | 14    | 12    | 4   | 60%         | 44      | 26      | +18     | 54      |         |         |         |         |
| Deportes Iberia · Chile           | 3.ª                 | 2012                | 20   | 12   | 1    | 7    | 1.º  | 8  | 3    | 0    | 5    | -    | - | -             | -             | -             | 2             | 1             | 0 | 1     | 30    | 16    | 1     | 13  | 54.44%      | 55      | 53      | +2      | 49      |         |         |         |         |
| Deportes Iberia · Chile           | 3.ª                 | 2013-T              | 22   | 15   | 3    | 4    | 1.º  | -  | -    | -    | -    | -    | - | -             | -             | -             | 2             | 0             | 1 | 1     | 24    | 15    | 4     | 5   | 68.06%      | 42      | 26      | +16     | 49      |         |         |         |         |
| Deportes Iberia · Chile           | 3.ª                 | 2013-14             | 22   | 14   | 6    | 2    | 1.º  | -  | -    | -    | -    | -    | - | -             | -             | -             | -             | -             | - | -     | 22    | 14    | 6     | 2   | 72.73%      | 59      | 24      | +35     | 48      |         |         |         |         |
| Deportes Iberia · Chile           | 2.ª                 | 2014-15             | 19   | 5    | 5    | 9    | Inc. | 6  | 0    | 2    | 4    | -    | - | -             | -             | -             | -             | -             | - | -     | 25    | 5     | 7     | 13  | 29.33%      | 24      | 31      | -7      | 22      |         |         |         |         |
| Deportes Iberia · Chile           | Total               | Total               | 144  | 73   | 33   | 38   | -    | 18 | 3    | 4    | 11   | -    | - | -             | -             | -             | 4             | 1             | 1 | 2     | 166   | 77    | 38    | 51  | 54.02%      | 263     | 171     | +92     | 269     |         |         |         |         |
| Universidad de Concepción · Chile | 1.ª                 | 2015-C              | 17   | 8    | 3    | 6    | 6.º  | 3  | 2    | 0    | 1    | -    | - | -             | -             | -             | -             | -             | - | -     | 20    | 10    | 3     | 7   | 55%         | 33      | 31      | +2      | 33      |         |         |         |         |
| Universidad de Concepción · Chile | 1.ª                 | 2015-A              | 15   | 9    | 1    | 5    | 3.º  | 12 | 5    | 4    | 3    | 2    | 0 | 0             | 2             | 1.ªF          | 3             | 0             | 0 | 3     | 32    | 14    | 5     | 13  | 48.96%      | 50      | 45      | +5      | 47      |         |         |         |         |
| Universidad de Concepción · Chile | 1.ª                 | 2016-C              | 15   | 8    | 1    | 6    | 5.º  | -  | -    | -    | -    | -    | - | -             | -             | -             | -             | -             | - | -     | 15    | 8     | 1     | 6   | 55.55%      | 22      | 24      | -2      | 25      |         |         |         |         |
| Universidad de Concepción · Chile | 1.ª                 | 2016-A              | 9    | 3    | 1    | 5    | Inc. | 4  | 1    | 1    | 2    | 2    | 1 | 0             | 1             | 1.ªF          | -             | -             | - | -     | 15    | 5     | 2     | 8   | 37.77%      | 15      | 19      | -4      | 17      |         |         |         |         |
| Universidad de Concepción · Chile | Total               | Total               | 56   | 28   | 6    | 22   | -    | 19 | 8    | 5    | 6    | 4    | 1 | 0             | 3             | -             | 3             | 0             | 0 | 3     | 82    | 37    | 11    | 34  | 49.59%      | 120     | 119     | +1      | 122     |         |         |         |         |
| Unión Española · Chile            | 1.ª                 | 2019                | 6    | 2    | 2    | 2    | 9.º  | 4  | 3    | 0    | 1    | -    | - | -             | -             | -             | -             | -             | - | -     | 10    | 5     | 2     | 3   | 56.67%      | 18      | 13      | +5      | 17      |         |         |         |         |
| Unión Española · Chile            | 1.ª                 | 2020                | 30   | 13   | 9    | 8    | Inc. | -  | -    | -    | -    | -    | - | -             | -             | -             | -             | -             | - | -     | 30    | 13    | 9     | 8   | 53.33%      | 49      | 43      | +6      | 48      |         |         |         |         |
| Santiago Wanderers · Chile        | 1.ª                 | 2021                | 6    | 0    | 0    | 6    | Inc. | -  | -    | -    | -    | -    | - | -             | -             | -             | -             | -             | - | -     | 6     | 0     | 0     | 6   | 0%          | 4       | 13      | -9      | 0       |         |         |         |         |
| Santiago Wanderers · Chile        | Total               | Total               | 6    | 0    | 0    | 6    | -    | -  | -    | -    | -    | -    | - | -             | -             | -             | -             | -             | - | -     | 6     | 0     | 0     | 6   | 0%          | 4       | 13      | -9      | 0       |         |         |         |         |
| Rangers · Chile                   | 2.ª                 | 2021                | 14   | 3    | 4    | 7    | 11.º | -  | -    | -    | -    | -    | - | -             | -             | -             | -             | -             | - | -     | 14    | 3     | 4     | 7   | 30.95%      | 13      | 25      | -12     | 13      |         |         |         |         |
| Rangers · Chile                   | Total               | Total               | 14   | 3    | 4    | 7    | -    | -  | -    | -    | -    | -    | - | -             | -             | -             | -             | -             | - | -     | 14    | 3     | 4     | 7   | 30.95%      | 13      | 25      | -12     | 13      |         |         |         |         |
| Audax Italiano · Chile            | 1.ª                 | 2022                | 7    | 1    | 3    | 3    | Inc. | -  | -    | -    | -    | 2    | 1 | 0             | 1             | 2.ªF          | -             | -             | - | -     | 9     | 2     | 3     | 4   | 33.33%      | 9       | 13      | -4      | 9       |         |         |         |         |
| Audax Italiano · Chile            | Total               | Total               | 7    | 1    | 3    | 3    | -    | -  | -    | -    | -    | 2    | 1 | 0             | 1             | -             | -             | -             | - | -     | 9     | 2     | 3     | 4   | 33.33%      | 9       | 13      | -4      | 9       |         |         |         |         |
| Unión Española · Chile            | 1.ª                 | 2023                | 30   | 10   | 9    | 11   | 10.º | 3  | 2    | 0    | 1    | -    | - | -             | -             | -             | -             | -             | - | -     | 33    | 12    | 9     | 12  | 45.45%      | 49      | 39      | +10     | 45      |         |         |         |         |
| Unión Española · Chile            | Total               | Total               | 66   | 25   | 20   | 21   | -    | 7  | 5    | 0    | 2    | -    | - | -             | -             | -             | -             | -             | - | -     | 73    | 30    | 20    | 23  | 50.23%      | 116     | 95      | +23     | 110     |         |         |         |         |
| Magallanes · Chile                | 2.ª                 | 2024                | 30   | 15   | 7    | 8    | 2.º  | 9  | 5    | 2    | 2    | -    | - | -             | -             | -             | 2             | 0             | 2 | 0     | 41    | 20    | 11    | 10  | 57.72%      | 70      | 37      | +33     | 71      |         |         |         |         |
| Magallanes · Chile                | Total               | Total               | 30   | 15   | 7    | 8    | -    | 9  | 5    | 2    | 2    | -    | - | -             | -             | -             | 2             | 0             | 2 | 0     | 41    | 20    | 11    | 10  | 57.72%      | 70      | 37      | +33     | 71      |         |         |         |         |
| Ñublense · Chile                  | 1.ª                 | 2025                | 10   | 4    | 4    | 2    | -    | 5  | 1    | 2    | 2    | -    | - | -             | -             | -             | -             | -             | - | -     | 15    | 5     | 6     | 4   | 46.66%      | 19      | 17      | +2      | 21      |         |         |         |         |
| Ñublense · Chile                  | Total               | Total               | 10   | 4    | 4    | 2    | -    | 5  | 1    | 2    | 2    | -    | - | -             | -             | -             | -             | -             | - | -     | 15    | 5     | 6     | 4   | 46.66%      | 19      | 17      | +2      | 21      |         |         |         |         |
| Total en su carrera               | Total en su carrera | Total en su carrera | 365  | 157  | 84   | 124  | -    | 58 | 22   | 13   | 23   | 6    | 2 | 0             | 4             | -             | 9             | 1             | 3 | 5     | 438   | 182   | 100   | 156 | 49.16%      | 661     | 553     | +108    | 646     |         |         |         |         |
| 1. 2. 3.                          |                     |                     |      |      |      |      |      |    |      |      |      |      |   |               |               |               |               |               |   |       |       |       |       |     |             |         |         |         |         |         |         |         |         |

#### Resumen estadístico
| Competición                           | Partidos | Ganados | Empatados | Perdidos | %      |
| ------------------------------------- | -------- | ------- | --------- | -------- | ------ |
| Tercera División A de Chile           | 61       | 27      | 18        | 16       | 54.1%  |
| Segunda División Profesional de Chile | 68       | 42      | 11        | 15       | 67.15% |
| Primera B de Chile                    | 65       | 23      | 18        | 24       | 44.61% |
| Primera División de Chile             | 180      | 66      | 40        | 74       | 44.08% |
| Copa Chile                            | 58       | 22      | 13        | 23       | 45.4%  |
| Supercopa de Chile                    | 1        | 0       | 0         | 1        | 0%     |
| Copa Libertadores                     | 2        | 1       | 0         | 1        | 50%    |
| Copa Sudamericana                     | 4        | 1       | 0         | 3        | 25%    |
| TOTAL                                 | 438      | 182     | 100       | 156      | 49.16% |

## Palmarés

### Como jugador

#### Títulos nacionales
| Título           | Club                 | País  | Año  |
| ---------------- | -------------------- | ----- | ---- |
| Primera División | Universidad de Chile | Chile | 1994 |
| Primera División | Universidad de Chile | Chile | 1995 |
| Copa Chile       | Universidad de Chile | Chile | 1998 |
| Primera División | Universidad de Chile | Chile | 1999 |
| Primera División | Universidad de Chile | Chile | 2000 |
| Copa Chile       | Universidad de Chile | Chile | 2000 |

### Como entrenador

#### Títulos nacionales
| Título           | Club                      | País  | Año     |
| ---------------- | ------------------------- | ----- | ------- |
| Segunda División | Iberia                    | Chile | 2012    |
| Segunda División | Iberia                    | Chile | 2013-T  |
| Segunda División | Iberia                    | Chile | 2013-14 |
| Copa Chile       | Universidad de Concepción | Chile | 2014-15 |

### Distinciones individuales
| Distinción                                                                      | Año  |
| ------------------------------------------------------------------------------- | ---- |
| Entre las 50 mejores figuras históricas de Universidad de Chile por AS.com      | 2016 |
| Mayores referentes históricos de Universidad de Chile                           | 2017 |
| Banco del 11 ideal de todos los tiempos de Universidad de Chile por El Mercurio | 2018 |
| Entrenador más influyente de 2020 por Encuesta El Deportivo de La Tercera       | 2020 |